# ロシア帝国内務省警察部
ロシア帝国内務省警察部（―ていこくないむしょうけいさつぶ、露: Департамент полиции Министерства внутренних дел）とは、ロシア帝国の警察機関。内務省に所属した。
警察部は、皇帝官房第三部の廃止後、1880年8月に内務省に設置された。警察部は9局・秘密班・官房・特別課・監察課から成った。業務遂行に当たって、警察部は憲兵団と密接に協力した。1917年2月末日に廃止。

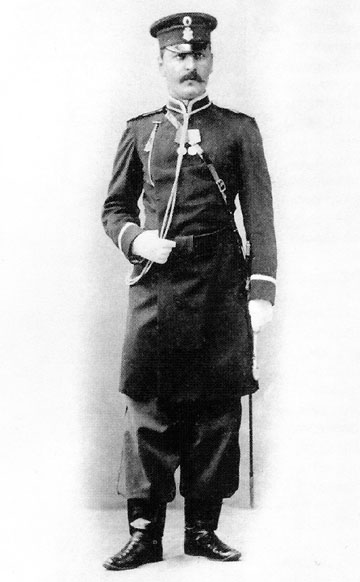
1900年にモスクワで撮影されたロシア帝国の警察官

## 歴代警察部長
- I.ヴェリオ И.Велио （1880年 - 1881年）
- ヴャチェスラフ・プレーヴェ В.Плеве （1881年 - 1884年）
- ピョートル・ドゥルノヴォ П.Дурново （1884年 - 1893年）
- N.ペトロフ Н.Петров （1893年 - 1895年）
- N.サブロフ Н.Сабуров （1895年 - 1896年）
- A.ドブルジンスキー А.Добржинский （1896年 - 1897年）
- S.ズヴォリャンスキー С.Зволянский （1897年 - 1902年）
- A.ロプーヒン А.Лопухин （1902年 - 1905年3月）
- S.コヴァレンスキー С.Коваленский （1905年3月 - 1905年6月）
- N.ガリン Н.Гарин （1905年6月 - 1905年11月）
- Z.ヴイチ Э.Вуич （1905年11月 - 1906年）
- M.トルセヴィッチ М.Трусевич （1906年 - 1909年）
- N.ズエフ Н.Зуев （1909年 - 1912年）
- S.ベレツキー С.Белецкий （1912年 - 1914年）
- ワレンチン・ブリュン＝デ＝セント＝イッポリト （1914年 - 1915年9月）
- ルスチュ・モロフ （1915年9月 - 1915年11月）
- コンスタンチン・カファフォフ （1915年11月 - 1916年2月）
- エフゲニー・クリモヴィッチ （1916年2月 - 1916年9月）
- アレクセイ・ワシリエフ （1916年9月 - 1917年2月）